# Nicole Cooke
Nicole Denise Cooke (født 13. april 1983) er en britisk cykelrytter. I 2008 blev hun både olympisk mester og verdensmester på landevej. I 2004 vandt hun Giro d'Italia Femminile.

## Eksterne links
- Wikimedia Commons har flere filer relateret til Nicole Cooke
- Officielle side
- Nicole Cookes profil på Sports-Reference OL-resultater (arkiveret) (engelsk)
- Nicole Cookes profil på Olympedia (engelsk)
- Nicole Cookes profil hos Storbritanniens Olympiske Komité (engelsk)
- Nicole Cookes profil hos UCI (engelsk)
- Nicole Cookes profil på CycleBase (engelsk)
- Nicole Cookes profil på Cykelsiderne
- Nicole Cookes profil på Cycling Quotient (engelsk)
- Nicole Cookes profil på ProCyclingStats (engelsk)

| Cykling | Spire Denne biografi om en cykelrytter er en spire som bør udbygges. Du er velkommen til at hjælpe Wikipedia ved at udvide den. |